# Cheilopogon pinnatibarbatus
Cheilopogon pinnatibarbatus е вид лъчеперка от семейство Летящи риби (Exocoetidae). Видът не е застрашен от изчезване.

## Разпространение и местообитание
Разпространен е в Австралия, Асенсион и Тристан да Куня, Бразилия, Гвинея, Гвинея-Бисау, Западна Сахара, Испания, Кабо Верде, Либерия, Мавритания, Мароко, Мексико (Ревияхихедо), Нова Зеландия, Остров Света Елена, Португалия (Азорски острови), САЩ (Калифорния), Сейшели, Сенегал, Сиера Леоне, Южна Африка и Япония.
Обитава крайбрежията на океани. Среща се на дълбочина от 1 до 103 m, при температура на водата от 17 до 26,1 °C и соленост 34,2 – 34,5 ‰.